# تئاتر مجستیک (نیویورک)
تئاتر مجستیک (انگلیسی: Majestic Theatre) یک سالن تئاتر متعلق به سازمان شوبرت در شهر نیویورک، آمریکا است.
این تئاتر که در سال ۱۹۲۷ تأسیس شده در منطقه تئاتر برادوی قرار دارد و دارای ۱٬۶۸۱ نفر ظرفیت است.

## نگارخانه

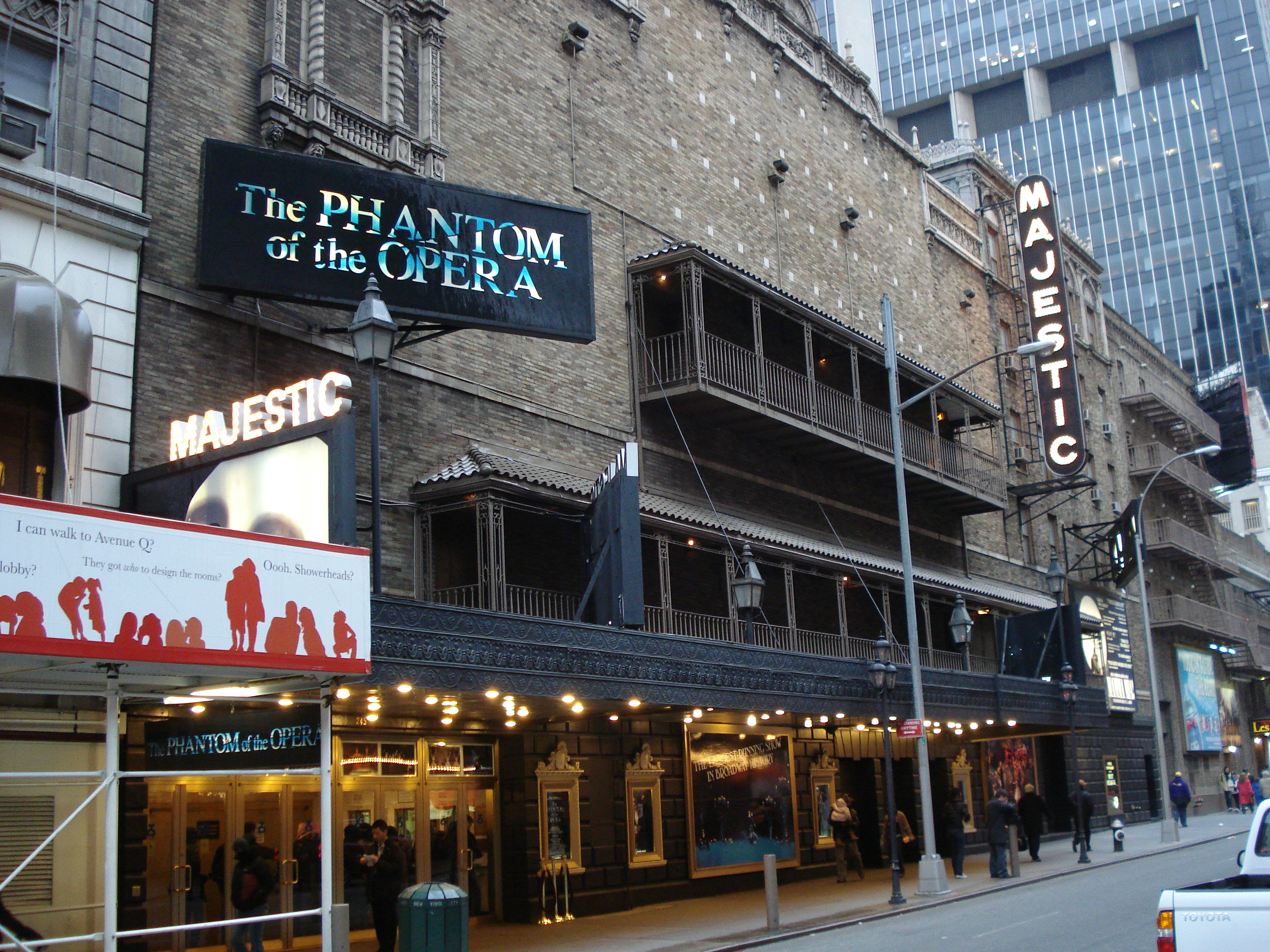
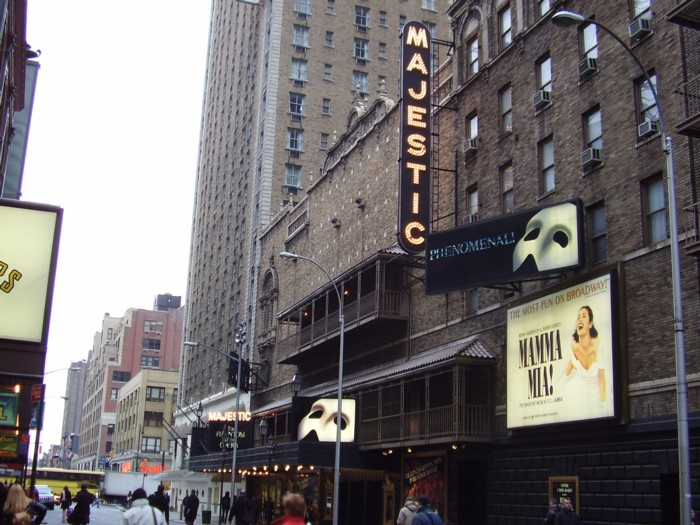